# 佐久吉忠夫
佐久吉 忠夫（さくよし ただお、本名：作吉 忠夫、1971年 - ）は、日本の小説家。長崎県大村市出身、西日本短期大学法学科卒業。

## 略歴
- 2005年、「末黒野」で第100回文學界新人賞辻原登、松浦寿輝奨励賞。

## 作品リスト
- 「末黒野」（『文學界』2005年6月号）

| スタブアイコン | サブスタブ | この項目は、まだ閲覧者の調べものの参照としては役立たない、文人（小説家・詩人・歌人・俳人・作詞家・作家・放送作家・随筆家（コラムニスト）・文芸評論家）に関連した書きかけの項目です。この項目を加筆・訂正などしてくださる協力者を求めています（P:文学/PJ:作家）。 |